# 맥서스
맥서스는 중국의 자동차 제조사인 상해기차(SAIC)가 전액 출자해 만든 상용차 제조 기업이다.
상술한 여러 국가 외에도 이스라엘이나 시리아, 이란 등지에도 진출하여 있으나 우리나라는 구 쌍용차 기술 유출 문제 등으로 사실상 진출이 불가능하다.

## 역사
2011년 3월에 런칭되었다.호주나 영국 등의 일부 시장에서는 LDV라는 브랜드로 판매되고 있는데,이는 과거 영국의 자동차 제조업체인 LDV를 인수한 이후 그 지역에서 차량을 계속 판매해 왔기 때문에 기존 국가들에게는 이 이름이 익숙했기 때문이다.참고로,맥서스라는 브랜드의 이름은 LDV 사에서 판매하고 있던 MPV 차량 중 하나인 LDV 맥서스라는 차량의 이름에서 따온 것이라고 한다.2011년에 브랜드 출범 이후 첫번째 차량인 맥서스 V80이 상하이 모터쇼에서 공개되었고, 말레이시아에서는 웨스트스타에 의해 아태지역 공식 판매업체 인증을 하기도 했다.2014년부터는 태국 시장에 진출했고 맥서스 G10 차량이 2014년부터 공개되어 판매되기 시작했다고 한다.2015년에는 인도네시아와 홍콩 시장에도 진출하였다.

## 생산차량
- 맥서스 D90
- 맥서스 G10
- 맥서스 V80
- 맥서스 T60
- 맥서스 RV80
- 맥서스 EV80
- 맥서스 G50

## 단종차량
- 맥서스 이스타나
- 맥서스 LD100

## 관련 자료
- “LDV brand lives on as vans go on sale across the world”. Birmingham Mail. 2013년 1월 10일. 2013년 2월 3일에 확인함.